# إبراهيم كاسوري فوفانا
إبراهيم كاسوري فوفانا (بالفرنسية: Ibrahima Kassory Fofana) (من مواليد 15 أبريل 1954) سياسي غيني شغل منصب رئيس وزراء غينيا منذ 21 مايو 2018، وأعيد تعيينه في 15 يناير 2021 في أول حكومة للجمهورية الرابعة.
وهو خبير اقتصادي ومتخصص في السياسة الاقتصادية، وقد شغل سابقًا العديد من المناصب الإستراتيجية في الإدارة الغينية، بما في ذلك وزير الدولة للاستثمارات والشراكات بين القطاعين العام والخاص تحت رئاسة ألفا كوندي، ووزير الاقتصاد والمالية برئاسة لانسانا كونتي، وكان مرشحًا للانتخابات الرئاسية لعام 2010.